# Nelson Panciatici

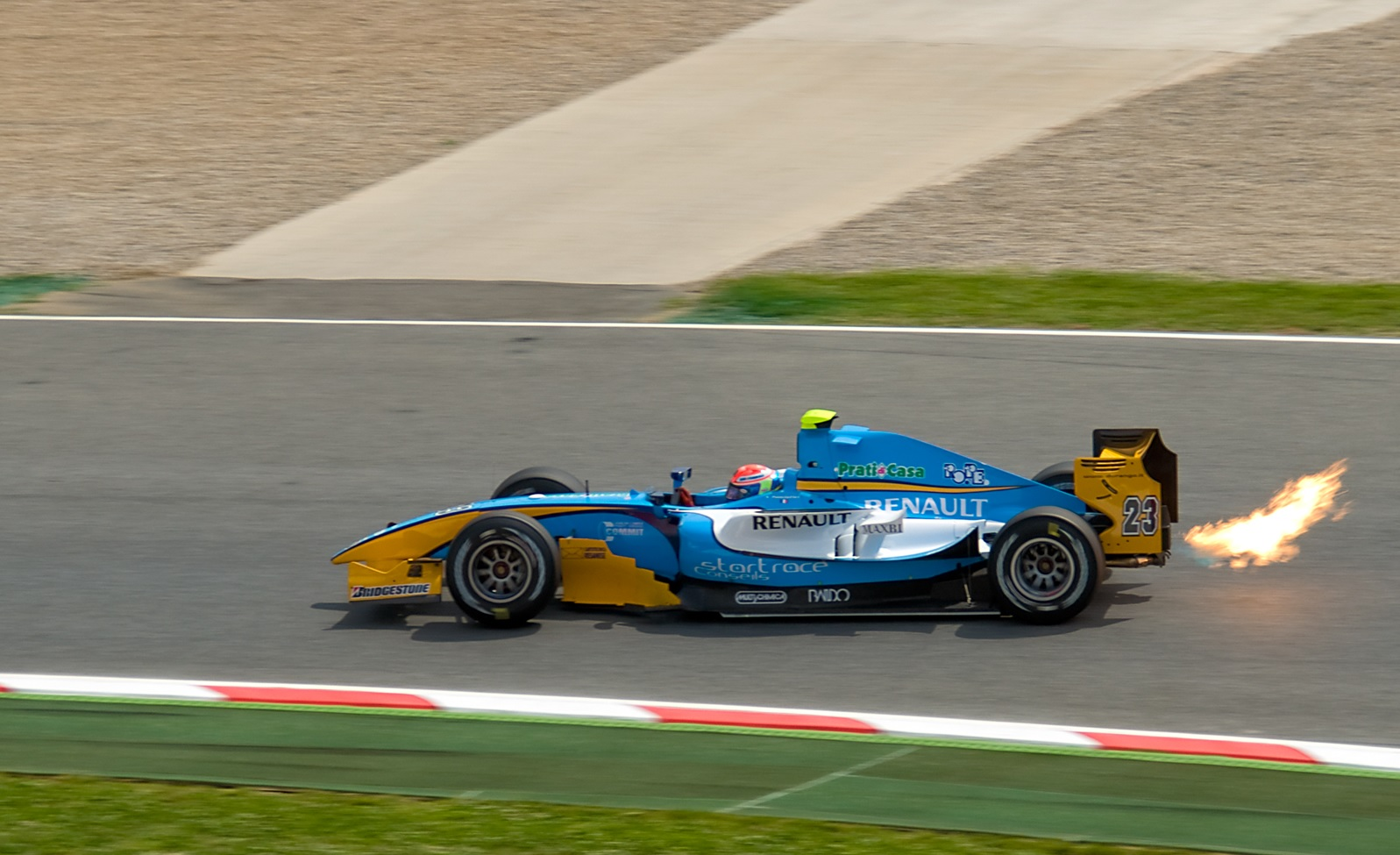
Nelson Panciatici pilotant pour Durango au Grand Prix de Catalogne 2009 en GP2.

Nelson Panciatici, né le 26 septembre 1988 à Reims, est un pilote automobile français.
Il est le fils de Jacques Panciatici et de Bernadette Sacy.
Pilote officiel Alpine en ELMS puis FIA WEC depuis 2013, il pilote également pour l'équipe Duqueine Engineering.

## Biographie
En 2009, Nelson Panciatici est titularisé pilote du team LOTUS en World Series by Renault. Sa carrière continue ensuite notamment en endurance et il remporte à deux reprises le championnat ELMS (European Le Mans Series) au sein de l'équipe Signatech Alpine. Aux 24 Heures du Mans 2014, il se fait notamment remarquer en signant le meilleur tour et la meilleure moyenne de la catégorie LMP2 et monte sur la 3e marche du podium en compagnie de Paul-Loup Chatin et Oliver Webb. 
En 2015, il remporte la première victoire d'Alpine en FIA WEC avec Paul-Loup Chatin et Tom Dillmann. 
En 2016, Nelson Panciatici participe de nouveau au Championnat du monde d'endurance FIA 2016. Bien qu'il soit dans la même structure que lors de la saison suivante, la voiture est engagée sous le nom du Baxi DC Racing Alpine. Pour cette nouvelle saison, il a comme coéquipier l'Américain David Cheng et le Sino-Néerlandais Ho-Pin Tung. Après avoir participé aux six premières manches du Championnat du monde d'endurance FIA 2016, qui se sont soldées par deux abandons et comme meilleure place, une 5e position aux 6 Heures de Mexico, il n’a plus rien à jouer au championnat. De ce fait, après concertation avec l'écurie Signatech Alpine, il est remplacé par Paul-Loup Chatin afin de pouvoir se consacrer pleinement à ses nombreuses obligations de fin d’année.
En 2017, Nelson Panciatici est de retour au sein de l'écurie Signatech Alpine au volant de l'Alpine A470 n°35. Cette voiture participe a quelques manches européennes du Championnat du monde d'endurance FIA, dont les 24 Heures du Mans. Nelson Panciatici fait une grande performance sur le Circuit de la Sarthe en réalisant le meilleur temps lors de la journée test et en signant un nouveau podium dans la catégorie LMP2 aux 24 Heures du Mans en compagnie de Pierre Ragues et André Negrão.

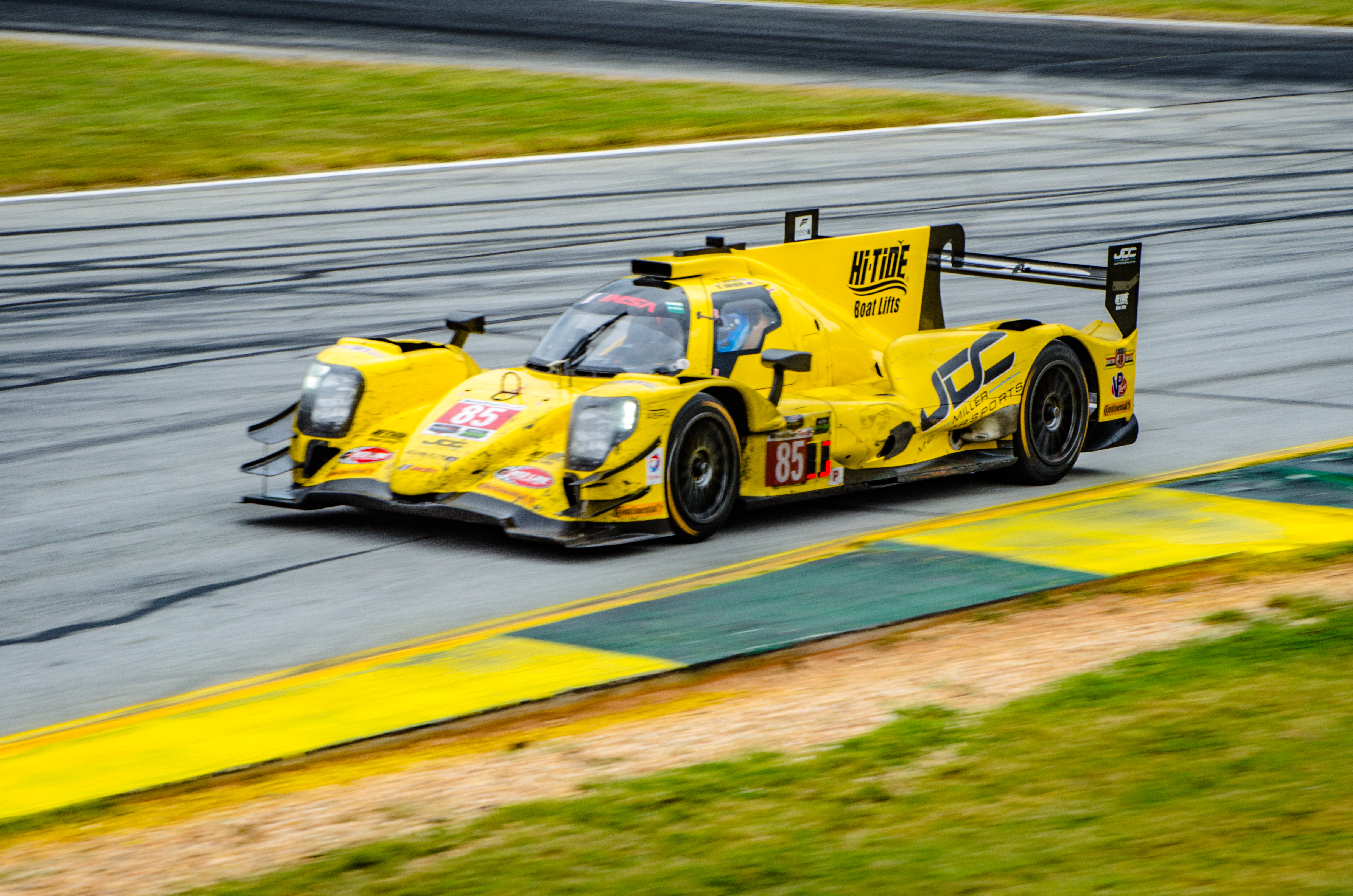
L'Oreca 07 de l'écurie américaine JDC Miller Motorsports

En 2018, Nelson Panciatici ambitionnait de rouler aux mains de la seconde Alpine A470 dans le Championnat du monde d'endurance FIA pour le compte de l'écurie Signatech Alpine mais  cette auto n'a pas vu le jour. Il a profite alors du début de saison pour arpenter le paddock des 24 Heures de Daytona afin de découvrir le championnat United SportsCar Championship,et quelques jours avant les 12 Heures de Sebring, il conclut un accord avec l'écurie américaine JDC Miller Motorsports afin de concourir aux mains d'une Oreca 07 dans cette course avec comme coéquipier Simon Trummer et Robert Alon,. La course, malgré de bon chronos pour Nelson Panciatici, ne se passe pas très bien pour l'équipage de la voiture et il passe sous le drapeau à damier en 8e position à plus de 13 tours du vainqueur. Il aura ensuite une nouvelle occasion de briller au USA pour le compte de JDC Miller Motorsports aux 6 Heures de Watkins Glen. Après s'être battu pour la victoire jusqu'au dernier ravitaillement, il passe de nouveau sous le drapeau à damier en 8e position à 20 seconde du vainqueur. 

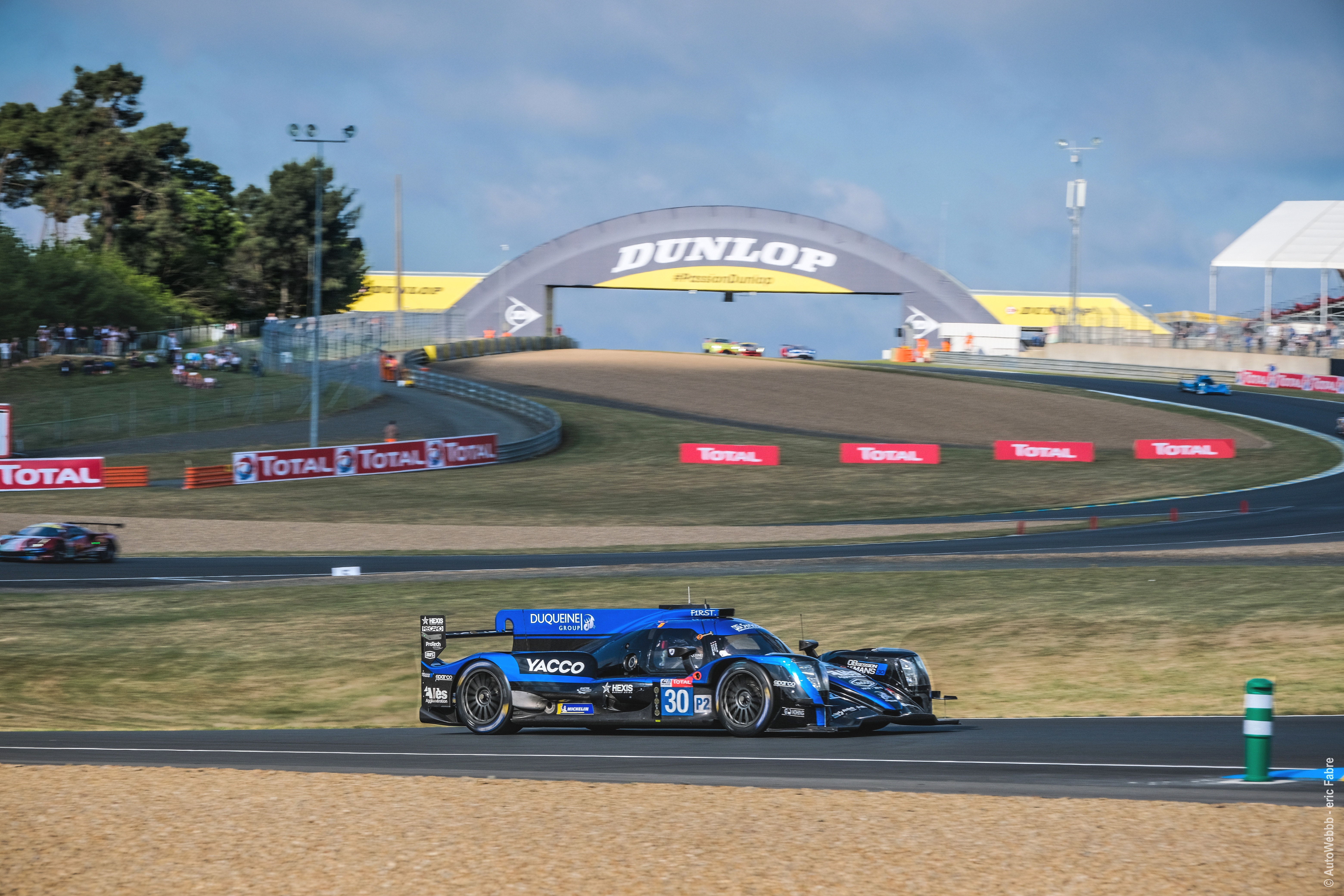
L'Oreca 07 de l'écurie Duqueine Engineering

En plus de ses courses américaines, Nelson Panciatici a rejoint l'écurie Duqueine Engineering afin de participer au championnat European Le Mans Series avec comme coéquipier Pierre Ragues et Nicolas Jamin. L'écurie, pour sa première année à ce niveau de la compétition réussit à constituer un trio de pilotes expérimentés avec comme ambition de gagner des courses pendant cette saison,,. Malgré un bon niveau de performance durant la saison, la meilleure place est celle acquise lors de la manche d'ouverture, les 4 Heures de Silverstone, une 3e place.

## Carrière

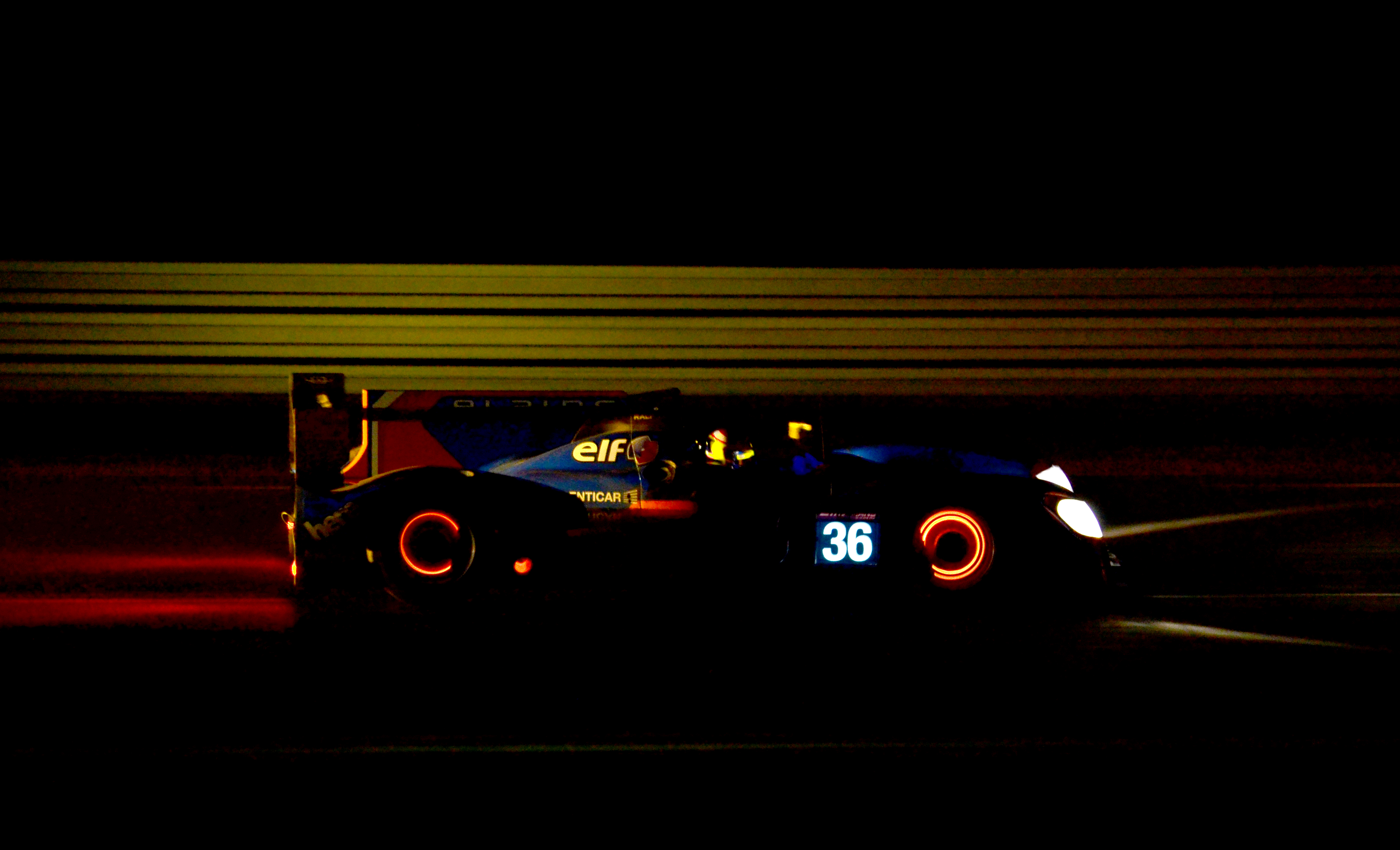
Alpine A450b de nuit lors des 24 Heures du Mans 2014

- 2003-2005 : équipe de France FFSA karting
- 2007 : équipe de France FFSA circuit et pilote programme RDD (Renault Driver Development)
- 2009 : Pilote de la monoplace Olympique lyonnais, dans le cadre de la Superleague Formula
- 2010 : World Series by Renault avec Lotus Racing Junior Team
- 2011 : World Series by Renault avec KMP
- 2012 : Championnat du monde d'endurance FIA chez Nissan Signatech
- 2013 : Champion des European Le Mans Series et participation aux 24 Heures du Mans avec Alpine.
  - Victoire en catégorie LMP2 aux 3 Heures de l'Hungaroring
- 2014 : Champion des European Le Mans Series et participation aux 24 Heures du Mans avec Alpine.
  - Victoire en catégorie LMP2 aux 4 Heures du Red Bull Ring
- 2015 : Pilote officiel Alpine au sein de l'écurie "Signatech-Alpine" pour le Championnat du monde d'endurance FIA
  - Victoire en catégorie LMP2 aux 6 heures de Shanghaï
- 2016 : Pilote officiel Alpine au sein de l'écurie "Baxi DC Racing Alpine" pour le Championnat du monde d'endurance FIA
- 2017 : Pilote officiel Alpine au sein de l'écurie Signatech-Alpine-Matmut pour le Championnat du monde d'endurance FIA
- 2018 : Pilote officiel au sein de l'écurie JDC Miller Motorsports pour le championnat United SportsCar Championship
- 2018 : Pilote officiel au sein de l'écurie Duqueine Engineering pour le championnat European Le Mans Series

## Résultats

### Résultats aux24 Heures du Mans
| Année | Classe | Écurie                  | Équipiers                           | Voiture      | Pneus | Tours | Pos. | Pos. cat. |
| ----- | ------ | ----------------------- | ----------------------------------- | ------------ | ----- | ----- | ---- | --------- |
| 2012  | LMP2   | Signatech-Nissan        | Roman Rusinov Pierre Ragues         | Oreca 03     | D     | 351   | 10e  | 4e        |
| 2013  | LMP2   | Signatech-Alpine        | Pierre Ragues Tristan Gommendy      | Alpine A450  | M     | 317   | 14e  | 8e        |
| 2014  | LMP2   | Signatech-Alpine        | Paul-Loup Chatin Oliver Webb        | Alpine A450b | D     | 355   | 7e   | 3e        |
| 2015  | LMP2   | Signatech-Alpine        | Paul-Loup Chatin Vincent Capillaire | Alpine A450b | D     | 110   | Abd. | Abd.      |
| 2016  | LMP2   | Baxi DC Racing-Alpine   | David Cheng Ho-Pin Tung             | Alpine A460  | D     | 334   | Abd. | Abd.      |
| 2017  | LMP2   | Signatech-Alpine Matmut | Pierre Ragues André Negrão          | Alpine A470  | D     | 362   | 4e   | 3e        |

### Résultats enChampionnat du monde d'endurance FIA
| Année | Classe | Écurie                | Voiture      | Moteur                      | Pneus | 1        | 2        | 3        | 4        | 5     | 6     | 7      | 8     | 9   | Total points | Pos. |
| ----- | ------ | --------------------- | ------------ | --------------------------- | ----- | -------- | -------- | -------- | -------- | ----- | ----- | ------ | ----- | --- | ------------ | ---- |
| 2012  | LMP2   | Signatech-Nissan      | Oreca 03     | Nissan VK45DE 4,5 L V8 Atmo | D     | SEB      | SPA 11   | LMS 4    | SIL 3    | SÃO 7 | BHR 5 | FUJ EX | SHA 7 |     |              |      |
| 2015  | LMP2   | Signatech-Alpine      | Alpine A450b | Nissan VK45DE 4,5 L V8 Atmo | D     | SIL Abd. | SPA 4    | LMS Abd. | NÜR 5    | CDA 6 | FUJ 2 | SHA 1  | BHR 4 |     | 86           | 4e   |
| 2016  | LMP2   | Baxi DC Racing-Alpine | Alpine A460  | Nissan VK45DE 4,5 L V8 Atmo | D     | SIL 6    | SPA Abd. | LMS Abd. | NÜR 7    | MEX 5 | CDA 8 | FUJ    | SHA   | BHR | 26           | 23e  |
| 2017  | LMP2   | Signatech-Alpine      | Alpine A470  | Gibson GK428 4,2 L V8 Atmo  | D     | SIL      | SPA 6    | LMS 3    | NÜR Abd. | MEX   | CDA   | FUJ    | SHA   | BHR | 38           | 20e  |

### Résultats enEuropean Le Mans Series
| Année | Classe | Écurie               | Voiture      | Moteur                      | Pneus | 1     | 2     | 3        | 4     | 5     | 6        | Total | Pos. |
| ----- | ------ | -------------------- | ------------ | --------------------------- | ----- | ----- | ----- | -------- | ----- | ----- | -------- | ----- | ---- |
| 2013  | LMP2   | Signatech Alpine     | Alpine A450  | Nissan VK45DE 4,5 L V8 Atmo | M     | SIL 4 | IMO 2 | RBR 2    | HUN 1 | LEC 4 |          | 85    | 1re  |
| 2014  | LMP2   | Signatech Alpine     | Alpine A450b | Nissan VK45DE 4,5 L V8 Atmo | M D   | SIL 5 | IMO 3 | RBR 1    | LEC 2 | EST 5 |          | 78    | 1re  |
| 2018  | LMP2   | Duqueine Engineering | Oreca 07     | Gibson GK428 4,2 L V8 Atmo  | M     | LEC 3 | MON 6 | RBR Dsq. | SIL 7 | SPA 5 | POR Abd. | 35    | 11e  |

### Résultats enUnited SportsCar Championship
| Année | Classe | Écurie                 | Châssis  | Moteur                     | Pneus | 1   | 2     | 3   | 4   | 5   | 6     | 7   | 8   | 9   | 10  | Points | Classement |
| ----- | ------ | ---------------------- | -------- | -------------------------- | ----- | --- | ----- | --- | --- | --- | ----- | --- | --- | --- | --- | ------ | ---------- |
| 2018  | DPi    | JDC Miller Motorsports | Oreca 07 | Gibson GK428 4,2 l V8 Atmo | C     | DAY | SEB 8 | LBH | MOH | BEL | WGL 8 | MOS | ELK | LGA | ATL | 45     | 39e        |